# Charles Bassett
Charles Arthur Bassett  (30. prosince 1931, Dayton, Ohio, USA – 28. února 1966, St. Louis, Missouri) byl americký vojenský letec, který zahynul při havárii letadla. Absolvoval přípravu amerických astronautů, do vesmíru však neletěl.

## Životopis
Středoškolská studia na Bera High Scholl v Ohiu ukončil roku 1949 a rok poté vstoupil do americké armády, kde setrval až do konce života. Roku 1960 získal titul inženýra elektrotechniky na Texas Tech University. Na vojenské základně Edwards v Kalifornii absolvoval v roce 1963 pilotní školu. Postgraduální studium ukončil na univerzitě v severní Kalifornii. V říjnu 1963 byl zapsán ve třetí skupině do výcvikového střediska amerických astronautů u NASA. Oženil se, byl otcem dvou dětí. Byl jmenován velitelem hlavní posádky pro misi Gemini 9.
Byl vojenským letcem. Při jednom z letů s cvičným letounem T-38 poblíž města St.Louis (stát Missouri) došlo ke katastrofě a Bassett spolu s kolegou Elliottem See zahynuli při přistávacím manévru za velmi špatného počasí.. V té době měl hodnost kapitána letectva.